# 神之左手，惡魔之右手
《神之左手，惡魔之右手》為著名日本恐怖漫畫家楳圖一雄的漫画作品。書名來自書中的虛構角色「露明拉烏明拉」（又名：奴美拉烏美拉），一位創造世界起源的大神。其左手為天堂之神手，右手為地獄之魔手，兩者合而為一爲此作品之名。

## 故事梗概
整個故事分為六冊，故事的主角是一位平凡的小學一年級學生山之邊想，而露明拉烏明拉是他的守護神。「想」自小時候便經常看見其他人看不見的東西，例如即將發生的死亡及意外，惡魔及鬼魂等等。此能力令他身邊總有很多奇奇怪怪的靈異事件發生。
他有一位就讀高中的姐姐「山之邊泉」，雖然「想」經常也會把自己看到及夢到的事告知家人及朋友，但身邊的人總認為他只是胡亂瞎說及經常做惡夢而已。因每次都在夢中預見靈異事件與消滅惡魔，故同學及姐姐也替他起了別稱「惡夢先生/惡夢仔」。
「想」有一個特點，就是他只可以在夢中才能使用這種異能，並且會無法控制地變成不同的人或物去拯救別人。他曾經變成人、動物以及一支掃把。他的左手可治癒所有創傷、起死回生以及清洗別人的記憶，而右手能消滅所有妖魔鬼怪或人，即使是房屋亦能被他右手一揮而毀。
他經常在無意識的情況下以「神之左手·惡魔之右手」的奇異能力把一切畫上句號，直到故事到了第六冊結尾時，在主角與惡魔搏鬥中露明拉烏明拉才終於說出了自己的身份。

## 故事標題
1. 生銹剪刀
2. 消失了的橡皮擦
3. 蜘蛛女王之舌
4. 黑色畫冊
5. 影亡者
6. 影亡者．下（完結篇）

## 电影版
2006年「神之左手，惡魔之右手」电影上映。故事中的「黑色畫冊」更被日本導演金子修介搬上大銀幕，把這部經典著作拍成電影。由澀谷飛鳥、小林翼、前田愛、清水萌々子、入江紗綾、田口智朗等演員主演。